# Brahmaea wallichii
Brahmaea wallichii är en fjärilsart som beskrevs av Gray 1831. Brahmaea wallichii ingår i släktet Brahmaea och familjen Brahmaeidae. Inga underarter finns listade i Catalogue of Life.

## Bildgalleri

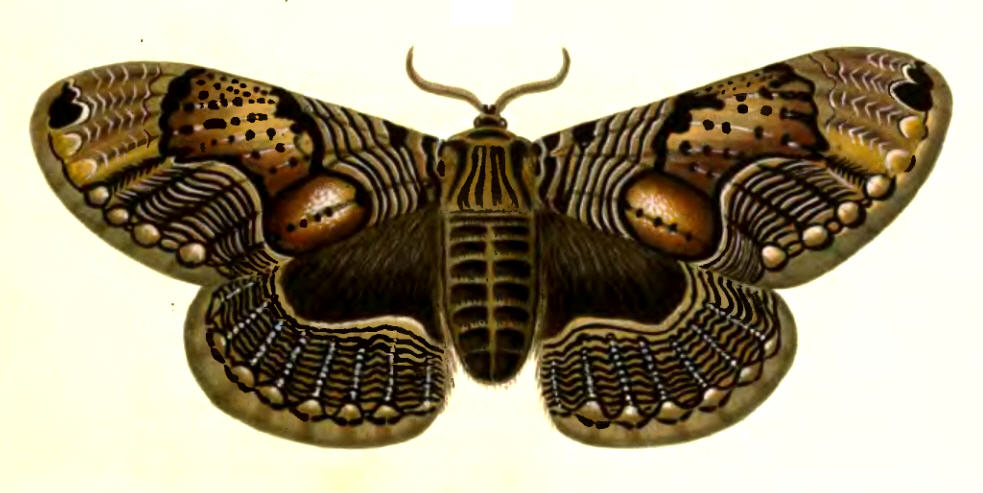
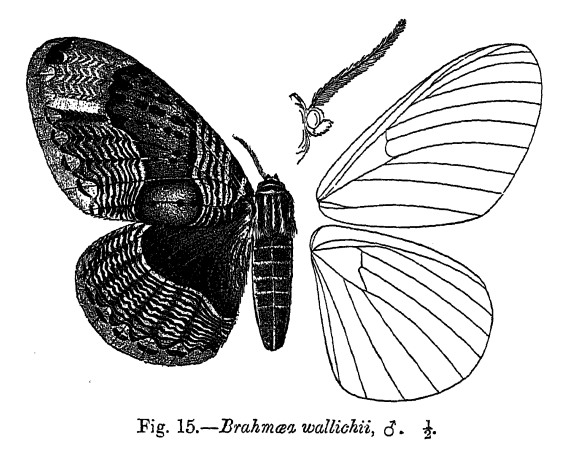
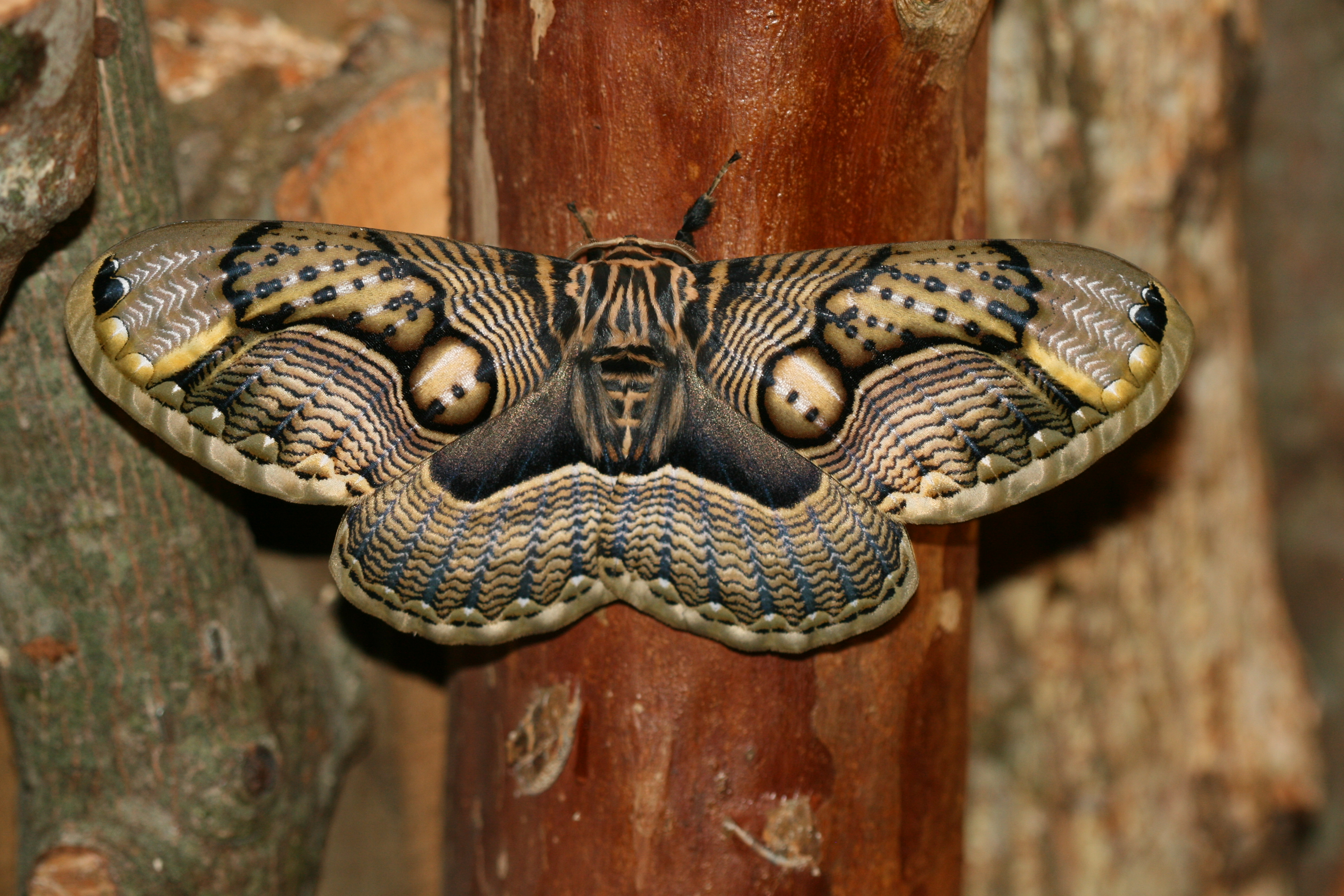
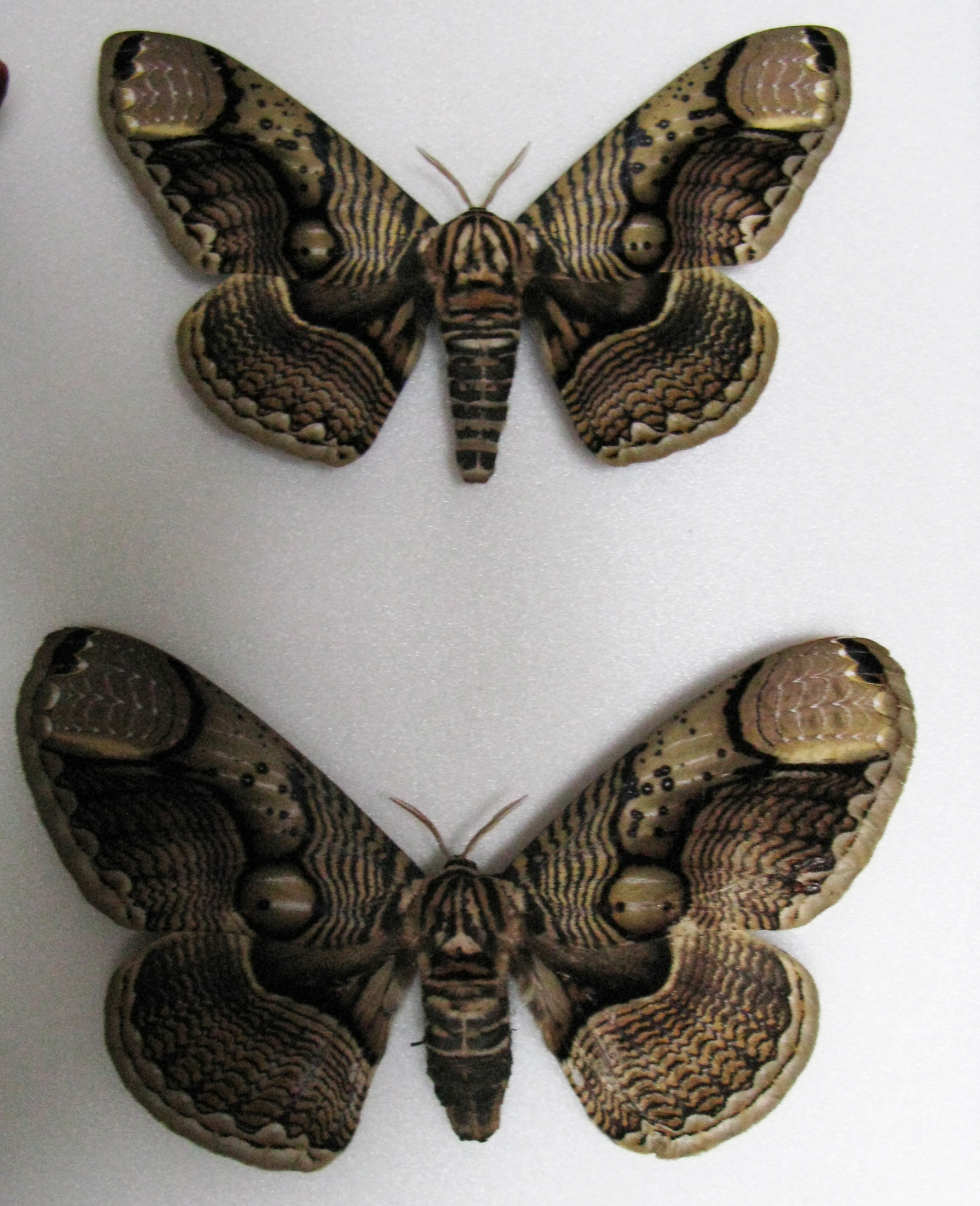
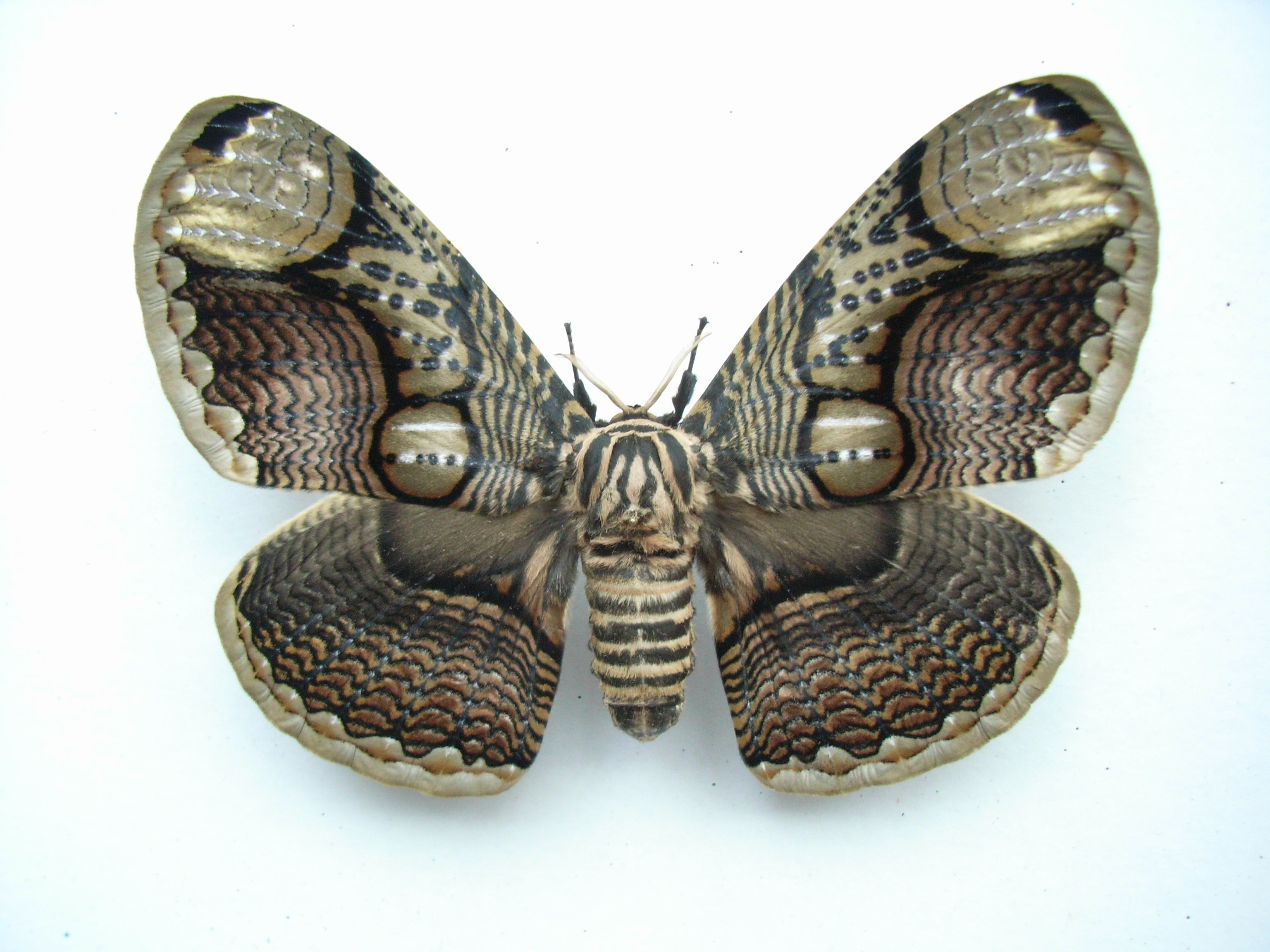
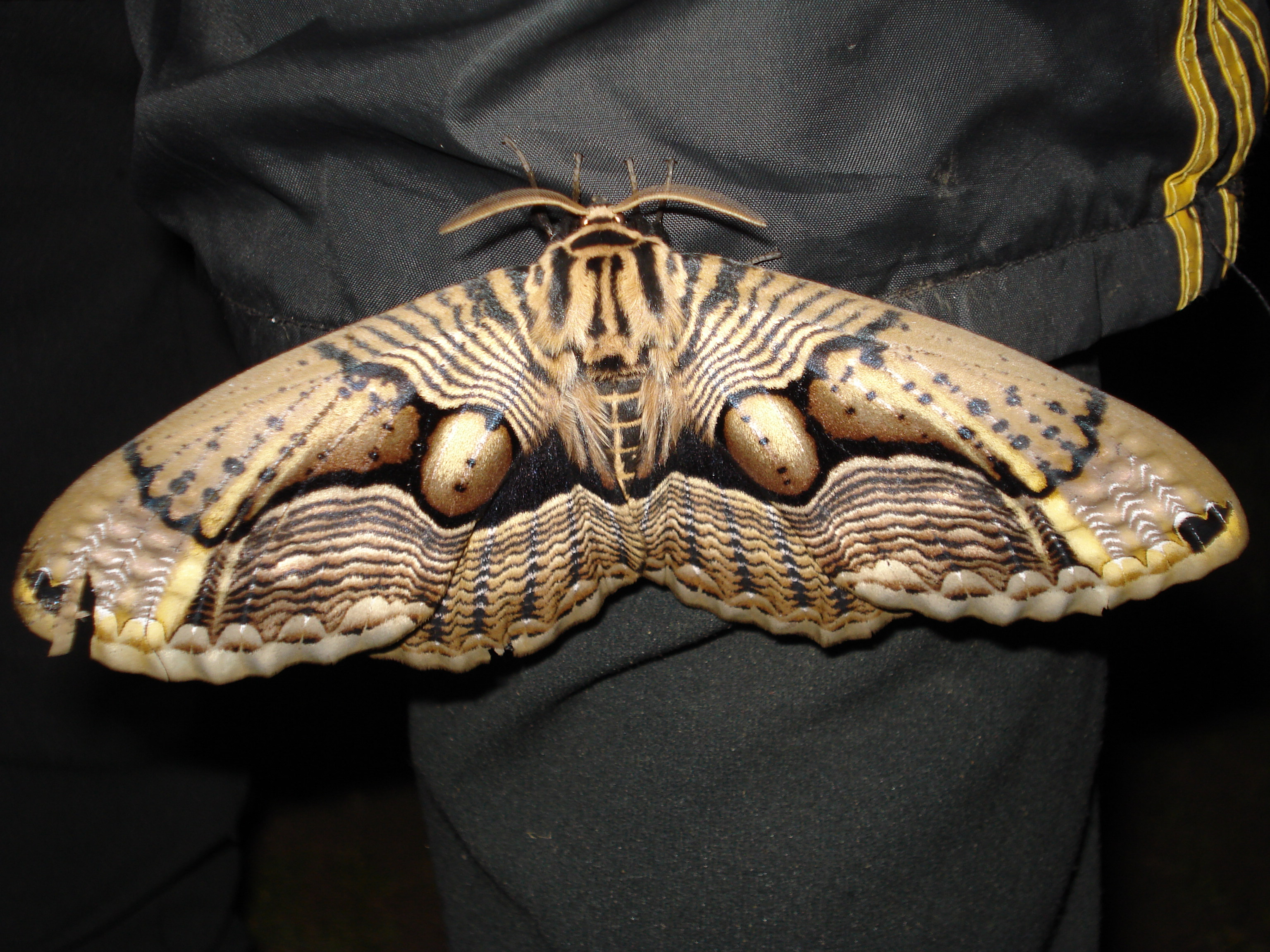